# Xenurobrycon
Xenurobrycon és un gènere de peixos de la família dels caràcids i de l'ordre dels caraciformes.

## Taxonomia
- Xenurobrycon coracoralinae (Moreira, 2005)[2]
- Xenurobrycon heterodon (Weitzman & Fink, 1985)[3]
- Xenurobrycon macropus (Myers & Miranda-Ribeiro, 1945)
- Xenurobrycon polyancistrus (Weitzman, 1987)[4]
- Xenurobrycon pteropus (Weitzman & Fink, 1985)[3][5][6][7][8][9][10][11]